# 1980 (album)
1980 – trzeci solowy album polskiej wokalistki Krystyny Prońko.
Nagrań dokonano w studiach muzycznych Polskiego Radia w Warszawie oraz przedsiębiorstwa Polskie Nagrania (utwór „Z samotności”) podczas sesji odbywających się podczas kilku kolejnych miesięcy (od stycznia do kwietnia) 1980.
Winylowy LP ukazał się w 1980 nakładem wytwórni Wifon (LP014), która wydała te nagrania również na kasecie magnetofonowej (MC Wifon 0146).

## Muzycy
- Krystyna Prońko – śpiew
- Władysław Sendecki – fortepian, instrumenty klawiszowe
- Arkadiusz Żak – gitara basowa
- Wojciech Waglewski – gitara elektryczna
- Wojciech Kowalewski – perkusja, instrumenty perkusyjne

- Zespół Janusza Komana (w utworze „Z samotności”)
- Zespół Instrumentalny pod kier. Janusza Piątkowskiego (w utworze „Specjalne okazje”)
- Orkiestra pod dyrekcją Władysława Sendeckiego (w utworach „Kilka takich sobie nut”, „Jutro zaczyna się tu sezon”)
- Orkiestra pod dyrekcją Wojciecha Trzcińskiego (A 1-3; B2, B4)

## Lista utworów
Strona A
| 1. | "Poranne łzy" (muz. Zbigniew Jaremko, arr. Wojciech Trzciński, sł. Wojciech Młynarski) | 6:00  |
|    |                                                                                        |       |
| 2. | "Małe tęsknoty" (muz. i arr. Wojciech Trzciński, sł. Andrzej Mogielnicki)              | 3:20  |
|    |                                                                                        |       |
| 3. | "Na wyspach dni" (muz. i arr. Wojciech Trzciński, sł. Bogdan Chorążuk)                 | 3:25  |
|    |                                                                                        |       |
| 4. | "Z samotności" (muz. Krystyna Prońko, arr. Janusz Piątkowski, sł. Andrzej Mogielnicki) | 3:10  |
|    |                                                                                        |       |
| 5. | "Kilka takich sobie nut" (muz. i arr. Władysław Sendecki, sł. Andrzej Mogielnicki)     | 3:30  |
|    |                                                                                        |       |
|    |                                                                                        | 19:25 |
|    |                                                                                        |       |
Strona B
| 1. | "Jutro zaczyna się tu sezon" (muz. i arr. Władysław Sendecki, sł. Małgorzata Maliszewska) | 4:15  |
|    |                                                                                           |       |
| 2. | "Wielka zima" (muz. Zbigniew Hołdys, arr. Wojciech Trzciński, sł. Andrzej Mogielnicki)    | 3:50  |
|    |                                                                                           |       |
| 3. | "Specjalne okazje" (muz. Krystyna Prońko, arr. Janusz Koman, sł. Andrzej Mogielnicki)     | 6:10  |
|    |                                                                                           |       |
| 4. | "Oto przyczyna" (muz. i arr. Wojciech Trzciński)                                          | 3:50  |
|    |                                                                                           |       |
|    |                                                                                           | 18:05 |
|    |                                                                                           |       |

## Informacje uzupełniające
- Kierownictwo muzyczne – Wojciech Trzciński
- Kierownik produkcji – Rafał Bień
- Konsultacja brzmienia instr. klawiszowych – Marek Biliński
- Realizator dźwięku – Sławomir Wesołowski
- Realizator dźwięku (utwór „Z samotności”) – Janina Słotwińska, Zofia Gajewska
- Realizator dźwięku (utwór „Specjalne okazje”) – Wojciech Przybylski, Jacek Regulski
- Projekt okładki – Rafał Olbiński